# Ausgebrannt
Ausgebrannt ist ein Thriller von Andreas Eschbach aus dem Jahr 2007.  Hauptfigur des Romans ist der junge, zielstrebige Deutsche Markus Westermann, der seinen Traum, eine eigene Firma in den USA mithilfe von OPM (other people’s money) und OPI (other people’s ideas) zu errichten, in die Tat umsetzt – zunächst mit großem Erfolg, doch dann gerät er durch eine globale Ölkrise mitten in einen Strudel von Ereignissen, die die Lebensweisen weltweit dramatisch verändern und ihn beinahe das Leben kosten.

## Stil
Das Buch ist nicht chronologisch strukturiert. Durch die verschiedenen Zeitebenen erfährt der Leser wichtige Ereignisse erst später und versteht die Handlung erst im Rückblick.

## Inhalt
Markus Westermann geht seinem Kindheitstraum nach, eine eigene Firma in den USA zu gründen, indem er einen vielversprechenden, zeitlich befristeten Job bei der Software-Firma Lakeside and Rowe annimmt. Er versucht, seinen Vorgesetzten aufzufallen, um länger in der amerikanischen Niederlassung beschäftigt zu bleiben und nicht nach Deutschland zurückkehren zu müssen. Das gelingt ihm, doch kurz vor Antritt seines neuen Jobs wird sein Vorgesetzter befördert und dessen Nachfolger löst die Vereinbarung wieder auf. Markus soll seine angesammelten Überstunden für die letzten zwei Wochen vor dem Ende seiner Arbeitszeit in den USA aufbrauchen. Enttäuscht nutzt er die ihm verbleibende Zeit für eine Rundreise durch die Weiten des Landes.
Dabei lernt er zufällig den Österreicher Karl Walter Block kennen, der versichert, mit seiner Methode neue Ölfelder finden zu können, wo andere erfolglos blieben. Bei dem Vortrag des nicht studierten Ölexperten bei einem Kongress in Chicago weist er auf seinen Fund bei Steyr in Oberösterreich hin und erklärt, dass er mit seiner von der wissenschaftlichen Theorie abweichenden Methode noch jede Menge Erdöl finden wird: „Mithilfe dieser Methode werde ich im Stande sein, genug Öl zu finden, dass sich die Menschheit die nächsten tausend Jahre keinerlei Sorgen mehr zu machen braucht.“
Beide beschließen, gemeinsam unter dem Namen Block Explorations etwas auf die Beine zu stellen. Mit der Vertragsschließung und Unternehmensgründung sieht Markus eine Chance, seine utopisch wirkenden Gedanken, eine eigene Firma mithilfe von OPI und OPM zu gründen, zu verwirklichen. Über den Firmenchef von Lakeside and Rowe gelingt es dem Duo, Kontakt zur kapitalkräftigen Investmentgesellschaft Peak Performance Pool herzustellen. Mit einem Vortrag sollen die Investoren überzeugt werden. Dort lernt Markus beim Vortrag außerdem die einflussreiche asiatische Amerikanerin Amy-Lee Wang kennen und verbringt von da an viele lasterreiche Stunden mit ihr.
Sofort nach der finanziellen Zusage vom Peak Performance Pool beginnt die Suche nach neuen Ölfeldern. Nach etlichen Reisen zu Ölförderungsanlagen durch ganz Amerika entscheidet sich Block in South Dakota, im Zentrum der USA, entgegen den Erkenntnissen der Wissenschaft nach Öl zu bohren – mit Erfolg. Die Titelseiten der Presse drucken die Köpfe des Duos ab und prophezeien die jahrtausendelange Erdölsicherung durch den österreichischen „Ölguru“ Karl Walter Block. Nach diesem Erfolg kommt überraschend  eine Anfrage aus Saudi-Arabien: Blocks Methode soll in der saudischen Wüste angewendet werden. Alle Welt will an die Methode herankommen, zum Beispiel versuchen es der CIA-Agent Charles Taggard und Amy-Lees schwerreicher Vater. Doch die geheimnisvolle, größtenteils aus Intuition bestehende Block-Methode, welche die Ölvorkommen als Produkt von Bakterien zu erklären versucht, bleibt an allen saudischen Bohrstellen in allen Tiefen erfolglos. Block verbringt Stunde für Stunde damit, nach Ölfeldern zu suchen, und ist der Überzeugung, die arabischen Wissenschaftler hätten die Suche manipuliert. Als Block plötzlich spurlos verschwindet, ist die Zukunft von Block Explorations gefährdet. Als Markus nach New York zurückkommt, verkünden ihm die Investoren, dass sie alle Gelder zurückziehen werden, wenn er nicht in der Lage sein sollte, die Block-Methode zu erklären.
Da Markus aber von Block nur einige allgemeine Informationen erhalten hat, versucht er nun so schnell wie möglich, an hinterlegte Unterlagen von Block in Cleveland zu gelangen. Dabei hat Markus einen schweren Verkehrsunfall, weil sein Tank leer ist. Sein Bruder Frieder lässt ihn unter einem falschen Namen in eine deutsche Klinik überführen, wo Markus lange Zeit im Koma liegt. Als er wieder zu sich kommt, berichtet ihm Frieder, dass nach Markus in den USA wegen Betrugs und Drogendelikten gefahndet wird.
Nach einem vermeintlichen Anschlag auf einen saudischen Ölhafen gerät die Welt in eine Ölkrise, die eine ungeheure Verteuerung und Verknappung des Öls auslöst. Es stellt sich heraus, dass durch zu hohe Förderquoten Ghawar, das größte Ölfeld weltweit, versiegt ist. Es kommt zu Unruhen, daraufhin besetzen US-Truppen Saudi-Arabien, um die Ölquellen zu sichern.
Nachdem Markus halbwegs genesen ist, kehrt er verdeckt in die USA zurück, um endlich an Blocks Unterlagen zu gelangen und seine Firma zu retten. Taggard kommt ihm jedoch zuvor, da Block und Markus in Saudi-Arabien von der CIA abgehört worden sind. Auf der Suche nach Taggard gerät Markus in eine sektenähnliche Organisation Bare Hands Creek in Idaho, die das Ziel verfolgt, von der Außenwelt abgeschottet ohne Erdöl auszukommen. Von Taggard erfährt er über die Block-Methode:

„[…]diese Unterlagen sind überhaupt nichts wert. […] Ja, wir haben Sie abgehört. Natürlich. […] Wir haben diese Unterlagen Experten vorgelegt. Vielen Experten. Keiner konnte etwas damit anfangen. Diese vier Notizbücher sind von der ersten bis zur letzten Seite gefüllt mit absolut unverständlichem Zeug. […] Dann haben wir diesen Experten die Aufzeichnungen der Gespräche zwischen Ihnen und Block vorgespielt, die wir hatten. Sie wissen schon – die Bakterien, die Öl erzeugen. Petroleonten. Dieses hübsche Wort ist allerdings das Einzige, was an der Theorie neu ist.“

Als Markus ihm mit den Ölfunden als Beweis widerspricht, erklärt Taggard den Erfolg in Oberösterreich so, „[…] dass in Österreich, speziell in der Gegend um Steyr, schon in den 1930er Jahren Öl gefördert wurde, […] deren Ausbeutung sich aber wirtschaftlich nicht lohnte.“ Und auch den Ölfund in South Dakota kann der ehemalige CIA-Agent einfach erklären. Ein dort lebender Forscher liebte die Gegend, wollte Bohrkräne von der Landschaft fernhalten und fälschte deshalb seine geologischen Studien. Block muss davon gewusst haben und ist aus Verzweiflung, kein Öl in der Wüste zu finden, geflohen.
Um die Geheimhaltung der abgeschotteten Exklave zu wahren, wird Markus verwehrt, das Dorf zu verlassen. Doch eines Tages wird er verdächtigt, die Tochter des Reverends, des geistigen Führers des Dorfes, vergewaltigt zu haben. Von der Todesstrafe bedroht, versucht Markus zu fliehen, wird aber dabei erwischt und beinahe gelyncht. Der für Markus bestimmte Schuss trifft Taggard. Markus wird von dem auf dem Sterbebett liegenden Taggard über den kuriosen Tod seines Vaters aufgeklärt. Als Kind bekam Markus nicht viel über die Arbeit seines Vaters mit. Er wusste nur, dass er im Keller, dessen Betreten für die Kinder verboten war, eine Errungenschaft erfand, mit der er die Welt retten wollte. Der ehemalige Wirtschaftsspion Taggard beschaffte Informationen, welche die US-amerikanische Sicherheitsorganisation National Security Agency (NSA) als Anlass nahm, das Auto von Markus’ Vater zu manipulieren und einen Unfalltod vorzutäuschen. Taggard ist es auch, der Markus mit dem verbliebenen Heizöl zur Flucht aus Bare Hands Creek verhilft. Markus versucht, zum Farsight Institut zu gelangen, in dem die gestohlenen Unterlagen seines Vaters liegen. Dabei ist das Land wegen des Ölmangels vollständig verändert, und Markus hat Schwierigkeiten, sein Ziel zu erreichen. Im Institut trifft er auf die hochschwangere Amy-Lee, die ihm offenbart, dass sie ein Kind von ihm erwartet.
Sie heiraten und versuchen gemeinsam mit Markus’ ehemaligem Arbeitskollegen Keith Pepper, die Erfindung von Markus’ Vater weiterzuentwickeln, um die Energiekrise zu lösen. Derweil geht es mit der Wirtschaft auf der ganzen Welt bergab. Mit Hilfe der amerikanischen Regierung wird die Erfindung großtechnisch hergestellt und mildert die Energieprobleme. Trotzdem verändert sich die Gesellschaft grundlegend.
Parallel werden als Nebenhandlungsstränge die Geschichten von Markus’ Bruder Frieder Westermann, seiner Schwester Dorothea Utz und ihrer Familie und dem saudischen Prinzen Abu Jabr erzählt. Jeder hat auf seine Weise mit den Auswirkungen der Ölkrise zu kämpfen. Zusätzlich gibt es historische Episoden, die Hintergründe erläutern oder von den Vorfahren der Personen handeln.

## Bezug zum Ende des Erdöls
Eschbach beschreibt die missliche Lage, das Ölfördermaximum überschritten zu haben und nun den Abstieg vom Fördergipfel zu erleben, ausführlich im Alltagsleben der Familie Utz. Wie allen Firmenmitgliedern wird dem Familienvater Werner das Tanken in der firmeneigenen Tankstelle untersagt. Die Bildung von Fahrgemeinschaften ist der einzige Weg, den langen Arbeitsweg zu bewältigen. Die Mutter Dorothea entschließt sich dazu, einen kleinen Dorfladen zu übernehmen, den die Bürger des kleinen Örtchens anfangs meiden und stattdessen in das entfernt gelegene Einkaufszentrum fahren. Nachdem der Sohn Julian ein Flugblatt verteilt hat, auf dem die erstaunlich hohen Fahrtkosten zum Supermarkt berechnet werden, gewinnt der Laden an Bedeutung. Auch die Existenz des Luxushauses ist mit steigendem Ölpreis in Gefahr. Der hauseigene Swimmingpool sowie die großen Räume müssen mit viel Öl geheizt werden. Immer wieder spielen die Schwester und der Schwager von Markus mit dem Gedanken, das Haus zu verkaufen und umzuziehen.

## Publikation
- 2007 Erstausgabe im Hardcover bei Lübbe, Bergisch Gladbach ISBN 3-7857-2274-5.
- 2007 Hörbuch, gelesen von Ulrich Noethen, 8 CDs
- 2008 Taschenbuchausgabe bei Bastei Lübbe, ISBN 978-3-404-15923-9.
- 2019 Taschenbuchausgabe Neuausgabe bei Lübbe, ISBN 978-3-404-17877-3.

## Übersetzungen
- 2007 Niederländisch: De rijkdom van Saoed, übersetzt von  Peter de Rijk. (Karakter Uitgevers) ISBN 978-90-6112-286-9
- 2007 Koreanisch, übertragen von Seon-Jeong Noh (JoongAng Books, Seoul). ISBN 978-89-6188-185-2
- 2008 Russisch: Выжжено, übertragen von T. Nabatnikow. (ZAKHAROV Publishers, Moskau) ISBN 978-5-8159-0766-9
- 2008 Tschechisch: Ropný kolaps (EUROMEDIA Group K.S.) ISBN 978-80-242-2157-1
- 2008 Rumänisch: Secatuit, übersetzt von Cornel Stoenescu. (Grupul Editorial RAO, Bukarest) ISBN 978-973-103-673-1
- 2009 Französisch: En panne sèche, übersetzt von Frédéric Weinmann (Éditions L'Atalante, Nantes) ISBN 978-284-172-420-8
- 2011 Ungarisch: Összeomlás, übersetzt von Csaba Béla Varga (Metropolis Media Group, Budapest) ISBN 978-615-5158-06-3

### Interviews
- Interview im Focus

### Rezensionen
- Rezension von Wilhelm Ruprecht Frieling auf Literaturzeitschrift.de